# Брюс Кімболл
Брюс Кімболл (англ. Bruce Kimball, 11 червня 1963) — американський стрибун у воду.
Призер Олімпійських Ігор 1984 року.
Призер Чемпіонату світу з водних видів спорту 1982, 1986 років.
Призер Панамериканських ігор 1983 року.